# Teatrul Naţional din Craiova
El Teatrul Naţional din Craiova (Teatre Nacional de Craiova) és una institució pública finançada pel Ministeri de Cultura de Romania i va ser fundat el 1850. Després de la Revolució de 1989, el teatre va prendre el nom de l'escriptor Marin Sorescu. L'actual edifici del teatre nacional de Craiova, un veritable símbol de la ciutat creativa de l'arquitecte Alexandru Iotzu, va ser inaugurat el 1973.